# Шпрингерле
Шпри́нгерле (нем. Springerle) — вид немецкого традиционного печенья с рельефным изображением. Способ изготовления позволяет сохранять тонкие детали тиснёного изображения. Традиционно готовится в период празднования Рождества.

## История
Происхождение шпрингерле может быть прослежено по крайней мере до XIV века. Печенье происходит из регионов Юго-Западной Германии, в основном Швабии.

## Приготовление
Тесто для шпрингерле замешивается из яиц, пшеничной муки и очень мелкого сахара или сахарной пудры. Традиционные шпрингерле ароматизируются анисом, который не вмешивается в тесто, а рассыпается на противне для выпечки печенья. Некоторые рецепты рекомендуют добавлять анисовый экстракт и в тесто.
В традиционном рецепте шпрингерле в качестве разрыхлителя использовалась нюхательная соль (карбонат аммония, углекислый аммоний). Шпрингерле, выпеченные с углекислым аммонием, легче и мягче, чем с другим разрыхлителем, имеют более чёткий рисунок и дольше хранятся.
Перед формовкой печенья тесто сильно охлаждают. Застывшее тесто тонко раскатывают и прессуют при помощи резных печатных досок, затем разрезают на прямоугольники, треугольники или другие формы. Печенью дают высохнуть в течение 24 часов и затем выпекают при низкой температуре на смазанных жиром и посыпанных анисом противнях. Под действием разрыхлителя при выпечке печенье увеличивается в толщине как минимум в два раза. Выпеченные шпрингерле получаются жёсткими и требуют созревания в упакованном состоянии на протяжении двух или трёх недель. За это время печенье несколько размягчается. Другой способ изготовления шпрингерле не предусматривает охлаждения теста. Свежее тесто посыпают мукой и раскатывают обычной скалкой до толщины в 1 см. Затем присыпают мукой специальную скалку с резными штампованными рисунками, удаляют излишки муки и при помощи скалки-штампа формируют печенье с оттисками. Тесто разрезают ножом на небольшие прямоугольные печенья, в течение одной ночи подсушивают на деревянной доске и выпекают.
Обычно шпрингерле оставляют белыми, но иногда раскрашивают пищевыми красителями.

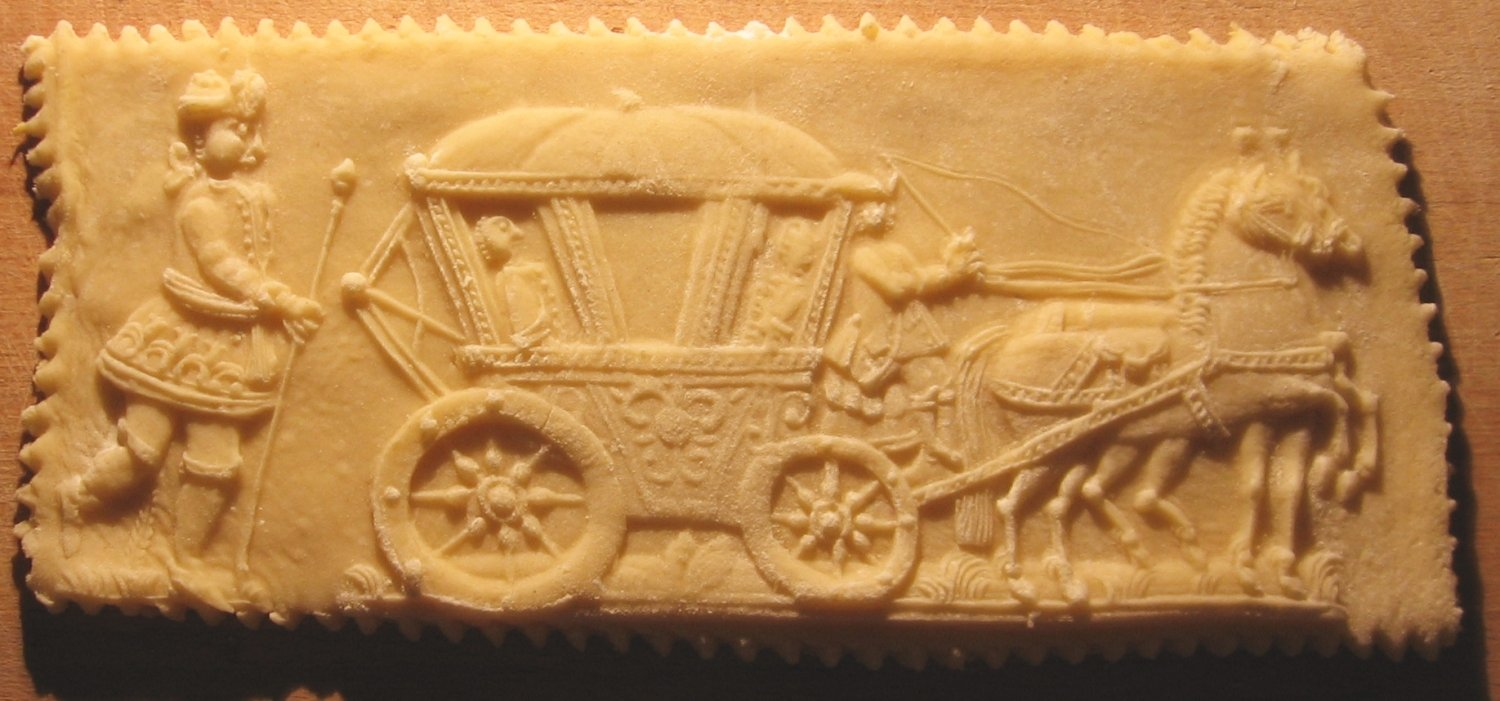
Сырое только что формованное изделие.
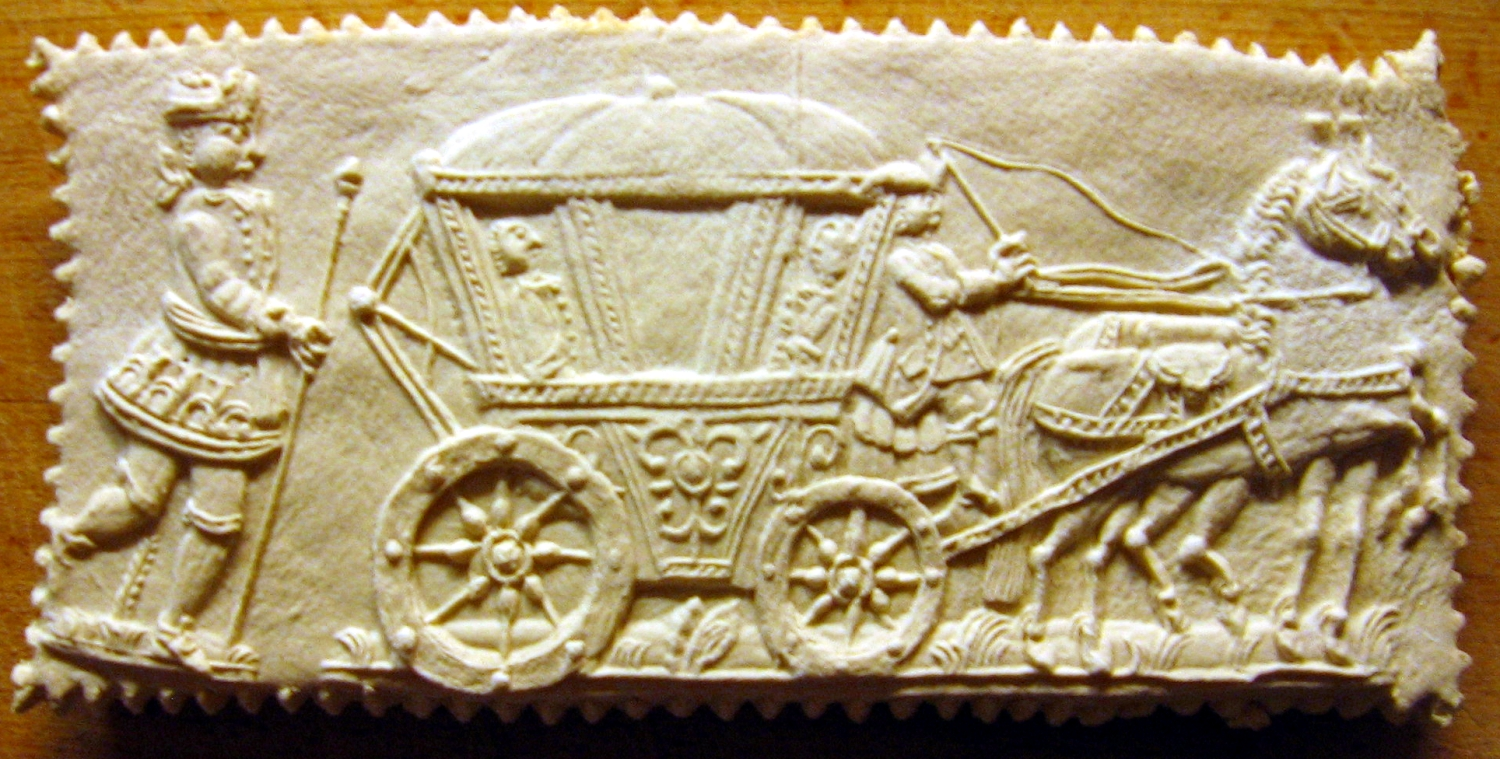
Печенье после высушивания в течение суток.
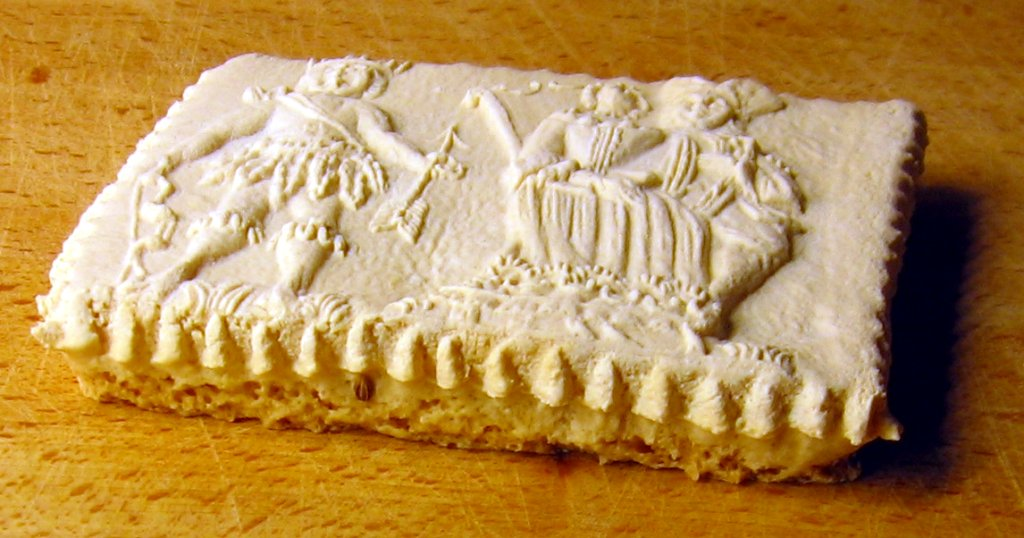
Выпеченное шпрингерле.

## Употребление
Шпрингерле употребляют как рождественское лакомство, размачивая в кофе, чае или вине. Раскрашенными шпрингерле украшают рождественскую ёлку, просверлив отверстия в жёстком печенье. По картинкам на шпрингерле гадали на жениха или на удачу в делах.

## Печатные доски
Шпрингерле штампуют при помощи печатных досок — штампов без ручек. Печатные доски для шпрингерле традиционно вырезают из дерева, существуют металлические, керамические и пластмассовые формы. В качестве материала для досок особо ценится грушевое дерево, плотное и прочное. Старинные печатные доски ручной работы являются произведениями народного искусства.
Печатные доски могут быть большими или маленькими, содержать изображение для одного или нескольких печений. Если доска содержит несколько изображений, они размещаются в виде матрицы и иногда разделяются линиями-границами. Встречаются и доски со случайным расположением сюжетов. Светлое и прочное, отлично сохраняющее мелкие детали, тесто шпрингерле позволяет создавать сложные, тонко прорисованные сюжеты.
Тиснение изображений на шпрингерле восходит к христианскому символу священного хлеба, и традиционным сюжетом старинных печатных досок являются религиозные мотивы — сцены из библейской истории и христианская символика. Позднее, в XVII и XVIII веках, стали популярными геральдические темы, изображения рыцарей и нарядных дам, бытовые сценки. В XIX веке появились темы счастья, любви, свадеб, рождения детей.
Мелкие шпрингерле формуют при помощи резных валиков или скалок из дерева, керамики или металла. Современные скалки для шпрингерле, как правило, деревянные или эбонитовые.